# مهره‌های سینه‌ای
مهره‌های سینه‌ای تعدادی مهره در ستون فقرات مهره‌داران هستند که بخش میانی آن در میان مهره‌های گردنی و کمری را تشکیل می‌دهند که به آنها مهره های پشتی هم می گویند. در انسان‌ها، اندازه این مهره‌ها به نسبت متوسط است و با حرکت به سوی پایین ستون فقرات اندازه‌شان بیشتر می‌شود، به گونه‌ای که بالاترین مهرهٔ سینه‌ای بسیار کوچکتر از پایین‌ترین آن‌ها است. ویژگی اصلی این مهره‌ها اتصال آن‌ها به استخوان‌های قفسه سینه و دنده‌ها است.این مهره ها دارای چهار سطح اضافی مفصلی هستند و به دلیل همین اتصال در حرکات فلکشن و فلکشن جانبی دارای محدودیت می باشند. همچنین زائده های شوکی این مهره ها بلند و به سمت پایین متمایل هستند و به همین دلیل حرکت هایپر اکستنشن ستون مهره ها در این قسمت محدود شده است.
تعداد مهره‌های سینه‌ای در مهره‌داران گوناگون متفاوت است. انسان‌ها ۱۲ مهره از این نوع دارند. کیسه‌داران اغلب ۱۳ مهره سینه‌ای دارند، اگرچه در میان وامبت‌ها و موش کورهای کیسه‌دار این تعداد به ۱۵ می‌رسد و در بادپرکیسه‌دارها به ۱۲. در میان دیگر پستانداران، تعداد ۱۲ تا ۱۵ مهرهٔ سینه‌ای معمول است، با استثنای ۱۸ تا ۲۰ تا در اسب‌ها، تاپیرها، کرگدن‌ها، فیل‌ها و تنبل در داشتن بیشترین تعداد مهره با ۲۵ عدد، و نیز کمترین تعداد با ۹ تا در میان آب‌بازسانان.

## ویژگی های عمومی
مهره های دوم تا هشتم قفسه سینه عموماً دارای بدنی قلبی شکل هستند که در جهات قدامی خلفی و عرضی به یک اندازه پهن هستند. در انتهای ناحیه قفسه سینه، بدن آنها شبیه مهره های گردنی و کمری است. این اجسام در قسمت خلفی کمی ضخیم تر از قسمت قدامی هستند، در قسمت فوقانی و تحتانی صاف، از جلو محدب هستند، از ناحیه پشتی عمیقا مقعر و کمی منقبض از جانبی و شکمی هستند. دو نیمه وجهی دنده ای در هر طرف وجود دارد، یکی در بالا و نزدیک ریشه ساقه، دیگری تحتانی و در جلوی شکاف مهره تحتانی. این سطوح پوشیده از غضروف، همراه با فیبروغضروف های بین مهره ای، سطوح بیضی شکلی را برای پذیرش سر دنده ها در هنگام مفصل بندی مهره ها تشکیل می دهند. 
در ناحیه توصیف شده به عنوان ستون مهره ها، ساقه ها به سمت عقب و کمی به سمت بالا هدایت می شوند، با بریدگی های بزرگ و عمیق مهره های تحتانی. لامینه ها پهن، ضخیم و مانند کاشی روی هم قرار دارند و برای محافظت از نخاع با ساقه ها به هم متصل می شوند. سوراخ بین مهره ای کوچک، مدور است و دو ریشه عصبی را در هر سطح در خود جای می دهد.  
سوراخ مهره ای دهانه بزرگی است که طناب نخاعی را در سطح قفسه سینه در بر می گیرد و از آن محافظت می کند. روند خاردار طولانی، مثلثی و سلی شکل است که به صورت مایل به سمت پایین هدایت می شود و از مهره پنجم تا هشتم روی هم قرار گرفته است. فرآیندهای مفصلی برتر صفحات نازکی با وجه‌های مسطح به سمت عقب، جانبی و بالا هستند، در حالی که فرآیندهای مفصلی تحتانی با لایه‌ها ترکیب می‌شوند و کمی بیرون می‌آیند، با وجه‌های رو به جلو، میانی و رو به پایین. فرآیندهای عرضی ضخیم، قوی و طولانی هستند و به یک انتهای چاقدار با سطح مقعر برای مفصل بندی دنده ختم می شوند. 

## مهره های سینه ای
T1: دارای وجه هایی برای نیمه اول و بالایی دنده دوم، بدنی مانند گردن، سطوح مفصلی فوقانی رو به بالا و عقب، روند خاردار ضخیم و افقی است و عصب نخاعی قفسه سینه 1 (T1) از زیر آن عبور می کند.
T2: بزرگتر از T1، عصب نخاعی توراسیک 2 (T2) از زیر آن عبور می کند.
T3: عصب نخاعی سینه ای 3 (T3) از زیر آن عبور می کند.
T4: سطوح با مهره پنجم قفسه سینه و زاویه جناغ، دارای وجوه برای دنده چهارم است و عصب نخاعی سینه ای 4 (T4) از زیر آن عبور می کند.
T5: سطوح با مهره چهارم قفسه سینه و زاویه جناغ، نای انسان را به برونش های اصلی تقسیم می کند، دارای وجه هایی برای دنده پنجم است و عصب نخاعی سینه ای 5 (T5) از زیر آن عبور می کند.
T6: عصب نخاعی سینه ای 6 (T6) از زیر آن عبور می کند.
T7: عصب نخاعی قفسه سینه 7 (T7) از زیر آن عبور می کند.
T8: دارای وجه‌هایی برای دنده هشتم است و عصب نخاعی سینه‌ای 8 (T8) از زیر آن عبور می‌کند.
T9: ممکن است یک یا دو نیمه وجهی برای دنده نهم داشته باشد و عصب نخاعی سینه ای 9 (T9) از زیر آن عبور کند. 
T10: دارای یک صفحه مفصلی کامل برای دنده دهم است، زیر آن ندارد و عصب نخاعی سینه ای 10 (T10) از زیر آن عبور می کند.
T11: به شکل و اندازه مهره های کمری نزدیک می شود، دارای وجه های مفصلی با اندازه متوسط، ساقه های ضخیم تر، یک روند خاردار کوتاه تقریبا افقی، و فرآیندهای عرضی بسیار کوتاه بدون وجه های مفصلی است. عصب نخاعی توراسیک 11 (T11) از زیر آن عبور می کند.
T12: دارای خصوصیاتی شبیه به T11 اما با سطوح مفصلی تحتانی محدب و به سمت جانبی، شبیه مهره های کمری. دارای فرآیندهای عرضی است که به سه ارتفاع تقسیم می شوند - غده های فوقانی، تحتانی و جانبی - و عصب نخاعی قفسه سینه 12 (T12) از زیر آن عبور می کند.